# جورج هتشنغز
جورج هربرت هتشنغز (بالإنجليزية: George Herbert Hitchings)‏ ـ (18 أبريل 1905 ـ 27 فبراير 1998) هو طبيب أمريكي تقاسم جائزة نوبل في الطب سنة 1988 مع البريطاني سير جيمس بلاك والأمريكية جرترود إليون «لاكتشافهم مبادئ هامة للعلاج الدوائي». وقد نال هتشنغز تحديداً الجائزة لأبحاثه في مجال العلاج الكيماوي.
ولد هتشنغز في مدينة هوكيام بولاية واشنطن سنة 1905، ونشأ في كل من هوكيام وبيركلي وسان دييغو (وكلاهما في ولاية كاليفورنيا) وبيلينغام وسياتل (وهما تابعتان لولاية واشنطن). تخرج في مدرسة فرانكلين الثانوية بمدينة سياتل سنة 1923، ثم التحق بجامعة واشنطن، حيث حصل على درجة البكالوريوس في الكيمياء بامتياز سنة 1927. وفي العام التالي حصل على درجة الماجستير عن رسالة أعدها أثناء عمله في المحطة البيولوجية بجزيرة سان خوان.
ثم النتقل هتشنغز إلى جامعة هارفارد وعمل بمدرسة هارفارد الطبية. ثم حصل على درجة الدكتوراه سنة 1933، ليعمل عشر سنوات في جامعتي هارفارد وكيس وسترن ريسرف. وفي سنة 1942 انتقل للعمل في معامل ويلكام البحثية للأدوية، حيث بدأ عمله مع جرترود إليون سنة 1944. وقد شملت الأدوية التي أجرى عليها هتشنغز وفريقه الأبحاث كلاً من عقار 2، 6 دي أمينو بيورين (مركب يستخدم لعلاج اللوكيميا (أبيضاض الدم)، وعقار ب ـ كلوروفينوكسي ـ 2، 4 داي أمينوبيريميدين (أحد مضادات حمض الفوليك)، وذلك وفقاً لما ورد في سيرته الذاتية على موقع جائزة نوبل.
وقد أسفرت سلسلة أبحاثه التي بدأها في الأربعينيات أيضاً عن اكتشاف أدوية أخرى جديدة منها ما عو للملاريا (البيريميثامين) وابيضاض الدم (6ـ ميركابتوبيورين وثيوغوانين) والنقرس (ألوبيورينول) ولمنع رفض الجسم للأعضاء المزروعة (أزاثيوبرين) ولعلاج العدوى البكتيرية (كوـ ترايموكسازول). وقد أضاءت أبحاث هتشنغز الطريق لاكتشافات دوائية لاحقة أدت إلى اكتشاف جانب هام من العقاقير المضادة للفيروسات، مثل عقار آسيكلوفير المستخدم لعلاج الهربس، وعقار زيدوفودين المستخدم في علاج متلازمة العوز المناعي المكتسب (الإيدز).
في سنة 1967 تولى هتشنغز منصب نائب رئيس شركة بوروز ـ ويلكام للأدوية لشؤون الأبحاث، ثم صار عالماً متفرغاً سنة 1976، وتوفي سنة 1998 في تشابل هيل بولاية كارولاينا الشمالية.

## روابط خارجية
- جورج هتشنغز على موقع الموسوعة البريطانية (الإنجليزية)
- جورج هتشنغز على موقع مونزينجر (الألمانية)
- جورج هتشنغز على موقع إن إن دي بي (الإنجليزية)